# Pablatnice nosatá

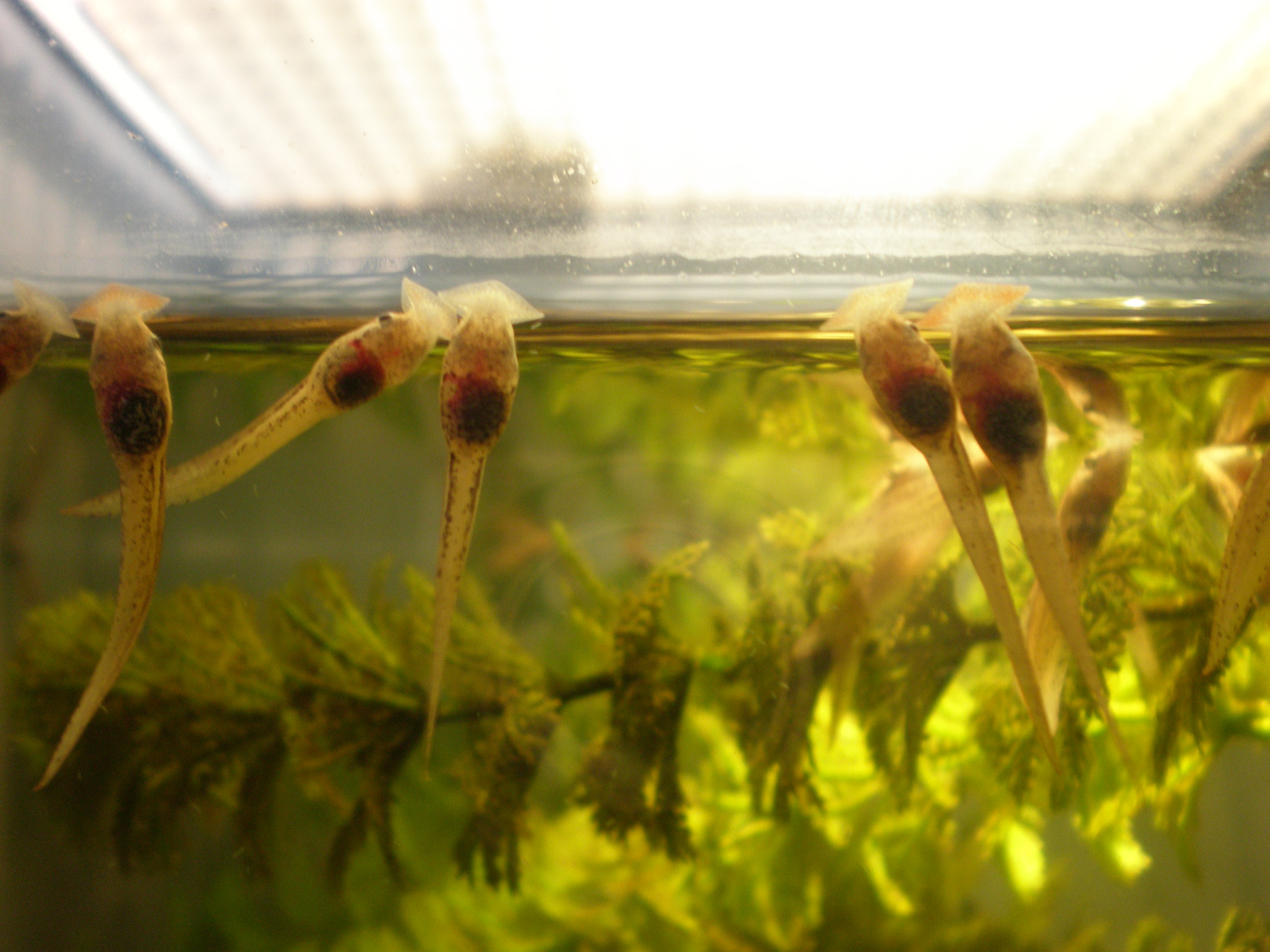
Pulci pablatnice nosaté v akváriu

Pablatnice nosatá (Megophrys nasuta) je suchozemská, kryptická, suchému listu podobná žába vstupující do vody jen při kladení vajíček. Vyskytuje se ve vlhkých, nížinných až podhorských deštných lesních porostech v jihovýchodní Asii. Popsal ji německý herpetolog a ornitolog Hermann Schlegel podle nálezu v Malajsii. V minulosti byla pablatnice nosatá (Megophrys nasuta) považována za poddruh (Megophrys montana subsp. nasuta).
Žába má hladkou kůži, která bývá na horní straně těla v odstínech šedé, červenohnědé nebo hnědé barvy a na spodní straně je navíc doplněná hnědými skvrnami. Připomíná suché spadlé listy, ve kterých nejčastěji žije a pokud se nepohybuje, je prakticky nedetekovatelná. Je velmi plachá a v případě tušeného ohrožení znehybní a splyne s okolím. Žije osamoceně a partnera si hledá jen v období páření.

## Výskyt
Je rozšířena v areálu jihovýchodní Asie, od jižního Thajska přes poloostrovní Malajsii a Singapur až po ostrovy Sumatru, Borneo a menší přilehlé ostrovy, kde přebývá v nadmořské výšce od mořské hladiny po 1000 m n. m. Dává přednost trvalé vlhkému a relativně chladnému prostředí s optimální teplotou mezi 22 až 24 °C. Obývá nejčastěji starý deštný nebo bažinatý les na místech blízkých nevelkým sladkovodním tokům nebo stojatým vodám, které jsou nezbytné pro její rozmnožování.
Vyskytuje se ve velké počtu na širokém teritoriu a trend dalšího vývoje její populace je podle IUCN považován za stabilní. Je proto zařazena do kategorie LC, mezi málo dotčené druhy.

## Popis
Je poměrně velkým obojživelníkem, samci dosahují délky 10 až 12 cm a větší samice měří až 16 cm. Nejnápadnější na nich jsou dva kožní výstupky na hlavě nad horním očním víčkem ve tvaru rohů, což zadává podnět pro častý lidový název "rohatá žába". Zornice má vertikální s tmavě hnědou duhovkou. Má robustní tělo, širokou, plochou hlavu a špičatý čenich. Od týlní kosti u hlavy vedou ke slabinami dva páry dorzolaterálních kožovitých záhybů. Na kůži má několik výrůstků, jejichž tvar, počet a umístění na povrchu těla se liší od jednotlivce k jednotlivci. Poměrně štíhle, hnědé přední i krátké zadní nohy jsou doplněné skvrnami, prsty jsou na koncích mírně rozšířené a mezi nimi má náznaky plovací blány. Pohybuje se jen krátkými přískoky, neboť kombinace široké hlavy, mohutného těla a krátkých štíhlých nohou brání dlouhým skokům. Je považována za dlouhověkou.

## Potrava
Výlučně masožravý obojživelník je hbitý, ze zálohy lapající lovec, který kořist ihned pohlcuje. Živí se obvykle nic netušícími drobnými hlodavci, hmyzem a ostatními bezobratlými, ještěrkami, pavoukovci, měkkýši, kraby, škorpióny i menšími žábami, které loví za soumraku nebo v noci.

## Rozmnožování
Hlasité volání "honk", ustávající při vyrušení, je slyšet zejména v ranních hodinách nebo s příchodem soumraku, v počátku období dešťů se četnost a intenzita zesiluje. Volání slouží k nalezení partnera, neboť v průběhu roku žijí žáby samotářsky.
K páření dochází mimo vodu, tehdy je samec na samici a zezadu ji objímá nohama v tříslech okolo pánve (v amplexu), stimuluje její ovulaci. Tuto pozici udržují po dobu několika hodin a nepřeruší ji ani při vyrušení. Samice v klidné, sladké vodě přilepí na spodní stranu potopených kamenů nebo dřev shluk několika vzájemně spojených bílých vajíček velkých až 2 cm, které samec oplodnil. Většinou je klade v hustých rohožích plovoucích rostlin nebo na místech s napadanými odumřelými listy, které jsou zárukou hojnosti planktonu.
Přibližně za týden se z vajíček vylíhnou bílé, beznohé larvy pulců, které klesnou ke dnu a živí se ze žloutkového váčku. O týden později dostanou tmavší zabarvení a vyplavou k hladině. Tmavě hnědí pulci mají široké pysky tvořící nálevku, kterou z hladiny vysávají jemné částice potravy (což mohou být řasy, pyl, plankton, mikroorganizmy), zatímco tělo visí vertikálně dolů. V ústní dutině mají jemné kožní řasy, kterými nasávanou vodu filtrují a vybírají vhodné poživatiny. Ocas mají protáhlý se zaobleným hrotem.
Za dva a půl až sedm měsíců, v závislosti na teplotě vody, pulci zcela ztratí ocas, změní se na malé žabky a vylezou z vody. V chladnější vodě (19 - 22 °C) trvá metamorfóza déle, vyvinou se však větší dospělci.